# 黑莖黃蘚
黑莖黃蘚（学名：Distichophyllum nigricaule）为油蘚科黃蘚屬下的一个种。

## 扩展阅读
- 維基物種上的相關：黑莖黃蘚